# 我為愛做過的傻事
《安娜，我的愛》（羅馬尼亞語：Ana, mon amour）是一部2017年的羅馬尼亞電影，由執導兼編劇。

## 情節
安娜（黛安娜·卡娃柳堤 Diana Cavallioti 饰）和托马（米尔卡·波斯泰尔尼库 Mircea Postelnicu 饰）相识于大学的校园之中，在一次关于尼采的哲学讨论之中，两人成为了知己。精神世界十分契合的两人很快就走到了一起，并且认定彼此就是他们想要携手共度一生的那个人。可是，安娜拥有非常复杂的过去，同时亦是一名MS综合症患者。 
　　当托马的家人得知了安娜情况后，对这段感情自然强烈的反对，可是托马坚持了自己的深爱，即便孤立无援也坚定的握紧安娜的手，两人共同努力最终使得安娜的心里创伤得到了治愈。可是故事并没有就此结束，安娜康复了，托马的精神却来到了濒临崩溃的边缘。

## 演員表
```
米尔卡·波斯泰尔尼库 / 黛安娜·卡娃柳堤 / 卡门·塔纳斯 / 瓦西里·穆拉鲁 / 阿德里安·蒂蒂耶尼 / 塔妮娅·波帕 / 伊戈尔·卡拉斯-罗曼诺夫 / 罗努特·卡拉斯 / 伊万娜·弗洛拉 / 弗拉德·伊凡诺夫 / 伊琳娜·诺阿特斯 / 勒兹万·瓦西莱斯库 / 埃琳娜·佛尼耶格 / 梅达·安德列亚·维克托 / 安德烈·胡楚莱亚克
```

## 外部連結
- 豆瓣电影上《我為愛做過的傻事》的資料 （简体中文）
- 时光网上《我為愛做過的傻事》的資料（简体中文）
- 互联网电影数据库（IMDb）上《我為愛做過的傻事》的资料（英文）